# Amblysellus dedecus
Amblysellus dedecus är en insektsart som beskrevs av Delong och Hamilton 1974. Amblysellus dedecus ingår i släktet Amblysellus och familjen dvärgstritar. Inga underarter finns listade i Catalogue of Life.